# Arpège (parfum)
Pour les articles homonymes, voir Arpège (homonymie).
Arpège est un parfum féminin de la maison Lanvin, créé en 1927.

## Création
Dans le milieu des années 1920, alors que sa maison de haute couture connaît un succès grandissant, Jeanne Lanvin diversifie ses activités en se lançant dans le commerce du parfum. My Syn, mis sur le marché en 1925, connaît un certain succès, alors elle souhaite rééditer l’expérience. Elle met son projet à exécution à l'occasion des trente ans de sa fille Marguerite, qu'elle a élevée seule et pour laquelle elle nourrit une affection particulière. Elle en confie la création aux parfumeurs Paul Vacher et André Fraysse. Il s'agit d'un « bouquet chic et chaud de rose bulgare, de jasmin de Grasse, de chèvrefeuille et de muguet, enveloppé d'aldéhyde, sur un fond de tubéreuse ». On le classe dans la famille « fleuri aldéhydé ». En découvrant la fragrance, Marguerite, passionnée de musique, se serait écrié : « On dirait un arpège ! ». Exclamation qui tombe a point nommé alors qu’on cherche un nom à ce parfum : Arpège... ça sonne bien. 
Pour achever l’emballage marketing de ce produit, qui va devoir s’imposer sur le marché devenu très concurrentiel du parfum de grand couturier (Chanel a lancé son N°5 quelques années plus tôt), la couturière confie à un designer expérimenté, son ami Armand-Albert Rateau, la conception du packaging. Il crée un flacon en forme de boule noire, dans un esprit Art déco épuré. Il est élégant et racé, on y ajoute une petite note de féminité en l’ornant d’un graphisme monochrome doré, attribué à l’artiste Paul Iribe. Il représente de façon stylisée (très Art déco) une mère et son enfant... Jeanne et sa fille. Toutes les notes sont sur la portée pour assurer le succès du produit.

## Succès
La romancière Louise de Vilmorin parle d'Arpège comme d'« un parfum musical qui murmure une chanson heureuse, un luxe raffiné, un miracle d'élégance ». Quant à Colette, amie de Jeanne Lanvin, elle salue une fragrance d'une « impeccable modernité ».

## Postérité
Arpège a influencé un certain nombre de parfums de grandes marques, parmi lesquels  : 
- Le Dix de Balenciaga (1947)
- Detchema de Revillon (1950)
- Madame Rochas de Rochas (1960)
- Calandre de Paco Rabanne (1969)
- Rive Gauche d’Yves Saint Laurent (1971)
- First de Van Cleef & Arpels (1976)